# Rejon kilemarski
Rejon kilemarski (ros. Килемарский район) – rejon w należącej do Rosji nadwołżańskiej republice Mari El.
Rejon leży w zachodniej części republiki i ma powierzchnię 3350 km². 1 stycznia 2006 r. na jego obszarze żyło 13 635 osób. Ok. 70% populacji stanowi ludność wiejska.
Gęstość zaludnienia w rejonie wynosi 4,1 os./km²
Ośrodkiem administracyjnym rejonu jest osiedle typu miejskiego Kilemary, liczące 4005 mieszkańców (2005 r.).
Część rejonu zajmuje Rezerwat przyrody „Bolszaja Kokszaga”.